# دبوره
دبوره (بالعبرية: דְּבוֹרָה) هي إحدى النبيات والقاضيات والحاكمات والشاعرات التي تكلم عنها الكتاب المقدس في العهد القديم في سفر القضاة ذكر أنها زوجة فيدوت، وهي المرأة القاضية الوحيدة التي تكلم عنها الكتاب المقدس، ذُكر أنها أمرت باراق قائد جيش إسرائيل لمحاربة سيسرا ملك كنعان، أشتهرت أيضاً بترنيمتها لإله إسرائيل بعد انتصارها على سيسرا.